# Chacharramendi
Chacharramendi es una localidad del departamento argentino de Utracán, en la provincia de La Pampa. Se encuentra muy cerca del centro geográfico de la provincia, a 202 km de la ciudad capital, Santa Rosa.

## Población
Contó con 226 habitantes (Indec, 2010), lo que representó un leve descenso del 0,8% frente a los 228 habitantes (Indec, 2001) del censo anterior.
El censo nacional 2022 arrojó 374 habitantes y 238 viviendas.
| Gráfica de evolución demográfica de Chacharramendi entre 1991 y 2022 |
|                                                                      |
| Fuente: censos nacionales del INDEC                                  |

## Toponimia
El lugar es llamado así por el vasco nostálgico Fernando Seijó, que en 1901 eligió ese nombre para el paraje donde puso su pulpería, cuyo significado en euskera es monte bajo.
Chacharramendi (en euskera: Txatxarramendi) es el nombre de una pequeña isla que está en la ría de Mundaca (España), unida actualmente por un puente a la villa de Pedernales.
Seijó era nativo de Guernica y estaba casado con Antonieta Beretervide. Era hermano de Gabino Seijo Zarrandicoechea, autor de El origen del vasco y de su idioma (de Iberia a Iberia, la voz de los abolengos. Iber’erritik Iber’errira, lengo aba’n abotza). Luego, Seijó vendió su negocio a otro español, José Feito, quien prosperó comprando lanas, cueros y plumas de avestruz a los pueblos originarios y a los puesteros. Aquel almacén fue el centro de la vida social y económica de la zona, explica al arquitecto Miguel García, a cargo del Plan de Conservación del Patrimonio Histórico de La Pampa, que en 1995 recicló el local para hacer un centro cultural. García explica que, hombre cuidadoso, don Feito tenía troneras para disimular sus Winchester en las paredes de la pulpería, instalados para defenderse de los bandidos. El famoso bandido Juan Bautista Bairoletto supo andar sobre el mismo llano que, mucho después, hizo que el cineasta Héctor Olivera ambientara en Chacharramendi su película Una sombra ya pronto serás.

## Parador histórico
Las pulperías y boliches de campaña fueron una institución en el progreso de la región pampeana. El avance los fue haciendo desaparecer uno a uno hasta transformarlos en exóticos recuerdos de la literatura gauchesca. Sin embargo, están latentes, y en el corazón del pampeano aún perdura el recuerdo de la "Pulpería de Chacharramendi", también conocida como "Boliche de Feito" o "El Viejo Almacén". Actualmente se encuentra totalmente reciclada, recuperada a su estado original, tal como era y funcionaba a principios del siglo XX, con sus rejas, sus libros, sus troneras y cierres, para prevenir ataques de bandoleros. Conocer la "Pulpería de Chacharramendi" es asomarse a un tiempo lejano.

## Campo Anexo INTA
En la localidad se encuentra el Campo Anexo del Instituto Nacional de Tecnología Agropecuaria, dependiente de la EEA Anguil.

## Accesos
- RP 20
- RN 143
- Aeródromo de Chacharramendi